# 多摩運送
多摩運送株式会社（たまうんそう、英語:Tamaunsou,.LTD. ）は、東京都立川市に本社をおく運送会社である。

## 概要
食糧配給公団の輸送部門が独立し、設立された。主に企業の荷物配送を中心に事業を展開しており、多摩地区を中心に北海道から九州まで網羅し、チャーター輸送や搬入設置作業、倉庫保管サービスまで幅広い物流サービスを展開している。

## 沿革
- 1949年9月　食糧配給公団東京都支局の輸送部門を分離し、これを主体とする多摩食糧運送株式会社を設立し、主要食糧の専門輸送を始める。
- 1950年8月　商号を多摩運送株式会社に改める。
- 1950年9月　通運事業の免許を受ける。
- 1952年7月　一般区域貨物自動車運送事業の免許を受ける。
- 1961年11月　神奈川県相模原市にて相模原営業所を開設する。
- 1970年3月　運輸大臣より倉庫業の許可を得て、神奈川県相模原市に倉庫営業所を開設する。
- 1975年2月　子会社である（株）多摩配送センターを設立する。
- 1975年5月　自動車運送取扱事業の認可を受ける。
- 1975年7月　厚木営業所及び厚木倉庫を開設する。
- 1982年1月　自社の自動車整備工場を分離独立させ、子会社（株）多摩オートサービスを設立する。
- 1988年10月　子会社の多摩エレベーター（株）を設立する。
- 1991年3月　八王子営業所と通運営業所を合併させて、八王子支店とし、物流センターを新築する。
- 1993年1月　国立支店の物流センターを新築移転する。
- 1995年7月　東京都公安委員会より、古物商の許可を得る。
- 1996年3月　中国遼寧省瀋陽市に合弁会社瀋陽多摩運輸有限公司を設立する。
- 1998年3月　九州流通センターを開設する。
- 1999年2月　子会社の多摩運送入間（株）を設立する。
- 1999年7月　子会社の多摩コーポレーション（株）を設立する。
- 2000年4月　中国遼寧省大連市に合弁会社大連多摩物流有限公司を設立する。
- 2000年6月　東京辰巳営業所を江東区に開設する。
- 2000年9月　産業廃棄物処分業の許可を受け、産業廃棄物中間処理センターを青梅市に開設する。
- 2001年8月　アミューズメント物流センターを立川市に開設する。
- 2001年11月　子会社である多摩デリバリー（株）を設立する。
- 2002年1月　埼玉県新座に通運事業所を開設する。
- 2003年6月　多摩コーポレーション（株）と多摩エレベーター（株）を吸収合併する。
- 2003年10月　江東区辰巳に東京辰巳センターを開設する。
- 2004年12月　千葉市にある旭流通商事（株）を子会社の千葉通運（株）と共に買収する。
- 2006年9月　調布市にある第一高千穂（株）を買収する。
- 2008年6月　子会社の多摩運送入間（株）を吸収合併する。
- 2008年8月　中国瀋陽に梱包業・倉庫業を営む新会社である瀋陽多摩包装有限公司を設立する。
- 2008年10月　会社分割により、多摩運送分割準備（株）を設立する。
- 2009年4月　多摩運送（株）は社名を多摩ホールディングス（株）に変更し、純粋持株会社となり、多摩運送分割準備会社は社名を多摩運送（株）とし、物流事業すべてを継続して行う。
- 2009年12月　福岡県北九州市にあった（株）丸仲運輸を多摩ホールディングス（株）が買収する。
- 2010年7月　横浜の通関業者である国通（株）を多摩ホールディングス（株）が買収する。
- 2010年11月　埼玉県の東洋倉庫・東洋物流より事業譲渡を受け、多摩運送の春日部事業部として新たに春日部・野田・成田の３拠点が加わる。
- 2011年2月　大阪の旭興産運輸（株）にある子会社のアトラスロジテム（株）と共に買収する。
- 2012年5月　多摩運送（株）が子会社である第一高千穂（株）の事業譲渡を受け、同年11月に多摩ホールディングス（株）が第一高千穂（株）を吸収合併する。
- 2012年12月　埼玉県の（株）迦楼羅を買収する。
- 2013年12月　大阪の（株）森田組重量と（株）MMSを多摩ホールディングス（株）が買収する。
- 2017年9月　Big-A 八千代センターを千葉県八千代市に開設する。
- 2019年3月　Big-A 川越センターを埼玉県川越市に開設する。
- 2020年10月　白井センターを千葉県白井市に開設する。

出典先：

## 営業所一覧
【東京都】
- 本社
- 府中支店
- 昭島営業所
- 立川営業所／緊急便センター
- 国立営業所
- 八王子営業所
- 東京辰巳営業所
- 東京辰巳センター
- 多摩ネットワークセンター
- トップス多摩事業所
- 産廃センター

【神奈川県】
- 相模原営業所
- 倉庫相模営業所
- 厚木営業所
- 川崎営業所

【埼玉県】
- 埼玉ネットワークセンター
- 入間営業所
- 春日部事業本部
- 春日部営業所
- Big-A 春日部センター
- 春日部倉庫営業所
- Big-A 川越センター

【千葉県】
- 千葉営業所
- 野田倉庫営業所
- Big-A 八千代センター

【愛知県】
- 名古屋営業所

【滋賀県】
- 栗東営業所

【大阪府】
- 大阪営業所

【岡山県】
- 岡山営業所

【広島県】
- 広島営業所

【福岡県】
- 福岡営業所

【静岡県】
- 袋井営業所

出典先：

## グループ会社
＜貨物自動車運送事業・その他の物流事業＞
- 千葉通運株式会社
- 株式会社昭島輸送
- 旭興産運輸株式会社
- 株式会社丸仲運輸
- 株式会社迦楼羅
- 株式会社森田組重量
- 青海運輸株式会社
- 国通株式会社
- 株式会社エイティパッキング

＜不動産賃貸・純粋持株会社＞
- 多摩ホールディングス株式会社

＜その他の事業＞  
- 株式会社多摩オートサービス
- 多摩コーポレーション株式会社

＜国際物流事業・中国物流事業＞
- 瀋陽多摩運輸有限公司
- 瀋陽多摩包装有限公司

出典先：